# Меканиксвил (округ Монтур, Пенсилванија)
Меканиксвил (енгл. Mechanicsville, Montour County) град је у америчкој савезној држави Пенсилванија.

## Демографија
По попису из 2000. године број становника је 3.099.
| Група             | 2000.         | 2010.    |
| Белци             | 2.927 (94,4%) | 0 (0,0%) |
| Афроамериканци    | 28 (0,9%)     | 0 (0,0%) |
| Азијати           | 96 (3,1%)     | 0 (0,0%) |
| Хиспаноамериканци | 32 (1,0%)     | 0 (0,0%) |
| Укупно            | 3.099         | 0        |